# Złotniki (powiat poddębicki)
Złotniki – wieś w Polsce położona w województwie łódzkim, w powiecie poddębickim, w gminie Dalików.
W latach 1975–1998 miejscowość należała administracyjnie do województwa sieradzkiego.
W miejscowości, w dniu 12 lipca 1996 r., miał miejsce wypadek samochodowy, w którym śmierć poniósł Grzegorz Palka, prezydent Łodzi w latach 1990-94 i przewodniczący łódzkiej Rady Miejskiej (1994-96).